# Witmer Stone
Witmer Stone (22 de septiembre de 1866, Filadelfia - 23 de mayo de 1939, ibíd.) fue un naturalista, botánico, ornitólogo, y mastozoólogo estadounidense.

## Biografía
Era el segundo hijo de Frederick D. y de Anne E. Witmer. Creció en los barrios alemanes y neerlandeses de Filadelfia. Con muchos de sus camaradas, con su hermano Frederick, y con los tres Hnos. Brown entre los cuales estaban el futuro ornitólogo Stewardson Brown (1867-1921) y el futuro geólogo Amos Peaslee Brown (1864-1917), constituyeron una suerte de mini-sociedad científica, la "Wilson Natural Science Association", que se fijó el objetivo de estudiar la Historia natural de su barrio
Después de sus estudios en la "Germantown Academy", entra a la Universidad de Pensilvania donde se recibe de Bachelor of Arts en 1887 et son Master of Arts en 1891. Y recibe una beca del "Fondo Jessup" en marzo de 1888 por la Academia de Ciencias Naturales de Filadelfia. Stone participa de Expediciones esponsoreada por la Academia a Bermuda en 1888 y a México en 1890.

Witmet Stone nació como naturalista, prosperó como uno y resultó naturalista hasta el fin de sus días. Muchas de las abundantes actividades con las que llenó su vida florecieron por su profundo interés en la Naturaleza.

Descubrirá una colección ornitológica realmente abandonada después de la muerte de John Cassin (1813-1869), el curador precedente, veinte años más tarde: riquísima colección de 25.000 especímenes, todos montados y prestos para ser expuestos. Descubre además que Cassin había etiquetado todo de manera fantasiosa a los especímenes, del tipo : “Etiquetado por John Cassin el 29 de noviembre de 1848, a las nueve houras menos cuarto de la noche” o “Vengo justamente de aprender la caída del Imperio francés. Viva la República”. Otras etiquetas eran de la mano de John Kirk Townsend (1809-1851), John James Audubon (1785-1851), Spencer Fullerton Baird (1823-1887) o Rubens Peale (1784-1864). Bien seguro, reconoce que es imposible exponer al público semejantes etiquetados de los 26.000 especímenes de otras tantas especies, múltiples ejemplares como los treinta de Accipiter nisus o los treinta y nueve de Falco peregrinus; y los especímenes históricos o "tipo" (son los que sirven para describir a ciertas especies) estaban todos mezclados. Stone se tomó el enorme trabajo de recatalogar y de preservar tales especímenes, y logró recuperar más de seiscientos tipos que serían utilizados por John Gould (1804-1881), Cassin, Townsend, Audubon y otros. Además puso a punto métodos de preservación de especímenes sumamente raros y de especies extiguidas. Este complejo trabajo fue sostenido con medios de la Academia, en condiciones difíciles.
Desarrolló una carrera de conservador: empleado de la Oficina de conservadores, Asistente en 1892, miembro en 1908, miembro ejecutivo en 1918, director del Museo en 1925, director emérito en 1928. Y sería uno de los dos vicepresidentes en 1927, función que ocupaba justo a su muerte. Stone contribuyó al enriquecimiento de las colecciones que pasaron de 26.000 a 143.000 al momento de su muerte.
Hacia 1888, Stone reencuentra y se liga amistosamente con Spencer Trotter (1860-1931), que había sido beneficiado de una "beca Jessup" algunos años antes que él. Trotter era un ornitólogo de la vieja escuela que consideraba que el fusil era el mejor útil de observación de las aves.
En 1885, es miembro asociado de la American Ornithologists' Union y, en 1892, miembro. Se consagra a partir de 1890 al "Delaware Valley Ornithological Club" que reunía a jóvenes naturalistas apasionados. Bajo su acción es que este club publica, a partir de 1894, una lista de las aves de Nueva Jersey y del este de Pensilvania. E igualmente inicia Cassinia, la revista del Club. Otra de las actividades del Club era la observación de las migraciones de las aves. Esas actividades le permitieron de reencontrarse con numerosos naturalistas como Joel Asaph Allen (1838-1921), Charles Foster Batchelder (1856-1954), Charles Barney Cory (1857-1921), Robert Ridgway (1850-1929), Elliott Coues (1842-1899), Clinton Hart Merriam (1855-1942), Daniel Giraud Elliot (1835-1915) y de otros.
Dirige la American Ornithologists' Union (AOU) de 1920 a 1923 y es miembro activo de la Société nationale Audubon, e igualmente miembro de otras sociedades científicas como la American Association for the Advancement of Science y la Comisión Internacional de Nomenclatura Zoológica (ICZN).
Participa, a partir de 1896, de la Comisión sobre la protección de las aves de la AOU; mas en desacuerdo en la limitación de las recolecciones de huevos de aves silvestres le conducen a dimitir. Participa como otros de la comisión, en la taxonomía, y dirige la aparición de la revista de la sociedad, The Auk de 1912 a 1936.
Además de sus trabajos ornitológicos, Stone se interesó en los insectos y en la flora de su región. Así publica una flora del sud de Nueva Jersey de más de 800 pp.
Recibe un título de doctor en Ciencias honoríficas en 1913 y el Premio Alumni al mérito en 1937.

## Como botánico
fue miembro original del "Philadelphia Botanical Club". Conocía de la sistemática de la flora local "solo superada por la de los puros botánicos” y, de acuerdo a un botánico eminente, Frans Stafleu (1921-1997) su concentración en la ornitología y la botánica fue una “definitiva pérdida” para la historia natural. Stone produjo 20 artículos científicos sobre la botánica durante su vida. 

Después de una reunión conjunta de las Sociedades Filadelfia y Torrey Botanical al Toms River, de Nueva Jersey, a principios de julio de 1900, Stone resolvió escribir una flora de las New Jersey Pine Barrens. En siguiente década, realizó cientos de viajes de recolección por el sur de Nueva Jersey. Su investigación culminó en su pièce-de-résistance The Plants of Southern New Jersey, publicado en 1911, siendo un tratamiento integral florística para el sur de Nueva Jersey, se sigue utilizando hoy en día [2010].”

## Algunas publicaciones
- 1885. “The Turkey Buzzard Breeding in Pennsylvania”. American Naturalist
- 1887. “Migration of hawks at Germantown, Pennsylvania”. The Auk
- 1894. The Birds of Eastern Pennsylvania & New Jersey: With Introductory Chapters on Geographical Distribution and Migration. Reeditó Kessinger Publ. LLC, 200 pp. ISBN 1167200411, 2010
- 1900. Report on the birds and mammals collected by the McIlhenny Expedition to Pt. Barrow, Alaska. Editor Academy of Natural Sci. Phil. 46 pp.
- 1908. Mammals of New Jersey
- 1909. The Birds of New Jersey, Their Nests & Eggs
- 1911. The Plants of Southern New Jersey. Edición reimpresa de BiblioBazaar, 544 pp. ISBN 1117691985, 2009
- 1912. The phylogenetic value of color characters in birds. Editor Academy of Natural Sci. of Philadelphia, 7 pp.
- 1922. American animals: a popular guide to the mammals of North America north of Mexico. Volumen 5 de New Nature library. Con William Everett Cram. Editor Doubleday, Page & Co. 318 pp.
- 1928. Ornithology. Volumen 2 de Reports of the Princeton University Expeditions to Patagonia, 1896-1899. Con William Earl Dodge Scott, Richard Bowder Sharpe. Editor The University, 874 pp.
- 1937. Bird Studies at Old Cape May. Ed. Delaware Valley Ornithological Club. 2 tomos. 1.400 pp.
- 2010. On a Collection of Birds and Mammals from the Colorado Delta, Lower California. Con Samuel N. Rhoads. Edición reimpresa de Kessinger Publ. LLC, 22 pp. ISBN 1169408850

## Abreviatura (zoología)
La abreviatura Stone  se emplea para indicar a Witmer Stone como autoridad en la descripción y taxonomía en zoología.